# Shame (Band)
Shame ist eine britische Post-Punk-Band aus South London.

## Bandgeschichte
Shame wurde 2014 in einem Proberaumkomplex über einem Pub gegründet, aus dem auch Bands wie Fat White Family hervorgingen. Zu ihrer musikalischen Szene gehörten damals Bands wie Goat Girl, HMLTD und Dead Pretties. Musikalisch war man von Beginn an von Post-Punk-Bands wie The Fall, Wire und Television Personalities beeinflusst. 2016 erschien ihre erste Single. 2017 unterschrieb die Band bei Dead Ocean und veröffentlichte dort die Single Tasteless. Bekannt wurde die Band auch wegen der folgenden Single Visa Vulture, eine deutliche Anklage gegen Theresa Mays Immigrationspolitik.
Am 12. Januar 2018 erschien ihr Debütalbum Songs of Praise, das von diversen Musik-Magazinen gelobt wurde. Auf Metacritic hält es 83 Punkte, basierend auf 20 Kritiker-Review, unter anderem mit einer Top-Wertung im New Musical Express.  Das Album erreichte Platz 32 der britischen Charts.
Am 15. Januar 2021 erschien ihr zweites Album Drunk Tank Pink, das erstmals die Top-10 der britischen Charts erreichte und sich auch in den deutschen Albumcharts auf Platz 9 platzieren konnte.

## Diskografie

### Alben
- 2018: Songs of Praise (Dead Oceans)
- 2021: Drunk Tank Pink (Dead Oceans)
- 2023: Food for Worms (Dead Oceans)

### Livealben
- 2018: Live Sermons (Eigenveröffentlichung)
- 2018: Live at Génériq Festival 17-2-17, Dijon (MC, Dijon)

### Singles und EPs
- 2014: Gone Fisting (EP, Eigenveröffentlichung)
- 2016: The Lick/Gold Hole
- 2017: Tasteless
- 2017: Visa Vulture
- 2017: Concrete
- 2017: One Rizla
- 2018: All the Hits (EP)
- 2018: Feliz Navidad
- 2020: Tinsel Gate
- 2020: Alphabet
- 2020: Water in the Well
- 2020: Snow Day